# Alexander Oroz
Alexander Antonio Oroz Huerta (* 15. Dezember 2002 in San Bernardo) ist ein chilenischer Fußballspieler. Der Stürmer wurde 2022 mit CSD Colo-Colo chilenischer Meister.

## Karriere

### Verein
Alexander Oroz spielte in der Jugend vom CSD Colo-Colo und wurde 2021 an Deportes La Serena in die Primera B verliehen, wo er bei seinem Profidebüt im April 2021 direkt ein Tor erzielte. Auch nach seiner Rückkehr zu Colo-Colo erzielte er in seiner ersten Partie direkt ein Tor.

### Nationalmannschaft
Oroz spielte in der U-15-Nationalmannschaft unter Cristian Leiva, der ihm seinen Spitznamen La Flecha (der Pfeil) aufgrund seiner Geschwindigkeit gab. Mit der U-17-Nationalmannschaft nahm er 2018 an der Südamerikameisterschaft teil und qualifizierte sich als Vize-Südamerikameister für die Weltmeisterschaft im Folgejahr, wo Oroz mit der jungen La Roja im Achtelfinale gegen den Gastgeber und späteren Weltmeister Brasilien scheiterte.

## Erfolge
CSD Colo-Colo
- Chilenischer Meister: 2022
- Chilenischer Pokalsieger: 2023
- Chilenischer Supercup-Sieger: 2022

## Sonstiges
Sein Onkel Andrés Oroz ist ehemaliger Profifußballspieler, der für Colo-Colos Rivalen CF Universidad de Chile spielte.